# Maria Guiu i Serradell
Maria Guiu i Serradell (Barcelona, 1907 - Bagà, 1987) va ser una mestra i professora catalana.
Va néixer al barri del Guinardó de Barcelona i va ser filla única del matrimoni format per Consol Serradell, de Linyà, i Josep Guiu, de La Granadella.

## Inicis com a mestra i trasllat a Bagà
Va estudiar la carrera de magisteri i el mateix any d'acabar-la, el 1930, ja va començar a treballar com a mestra de pàrvuls a l'escola Sant Jordi, fundada per Flos i Calcat, l'escola catalana més prestigiosa de la ciutat comtal. Ja a l'escola va iniciar contactes amb persones de l'àmbit cultural, fruit del seu interès pel folklore i en concret pel ballet popular. En aquests anys Aureli Capmany la va endinsar en els coneixements dels ballets populars que més tard ensenyaria als nens i nenes de l'escola i posteriorment de l'Esbart Cadí de Bagà, que ella mateixa va fundar junt amb el seu marit.
L'any 1935 es va casar amb Joan Pardinilla, també mestre i barceloní, i se'n van anar a viure a Bagà, ja que el seu marit hi exercia de mestre des de feia un any.
Quan va esclatar la Guerra Civil, el Joan va haver de marxar al front i la Maria i el seu fill acabat de néixer restaren a Bagà, malgrat que l'escola havia estat confiscada juntament amb la biblioteca escolar que havien anat bastint amb el seu marit, continuà fent classes a nens i nenes en un pis llogat. Quan van entrar els "nacionals" Joan Pardinilla va marxar del país i va acabar en un camp de concentració francès i posteriorment va ser desterrat a un poble de Burgos. Malgrat tot, Maria Guiu, que tenia un fort temperament heretat del seu pare, continuà la seva tasca docent i, a més a més, va començar a ensenyar els primers ballets a les alumnes més petites.

## Fundació de l'Esbart Cadí de Bagà
Les primeres ballades de les nenes es van fer amb motiu de la celebració de "l'alliberament" de Bagà, amb l'assistència de militars i algun General. Eren ballades motivades pel consistori franquista del moment, que va considerar que la Maria, amb la seva faceta cultural, representava les forces vives del poble i, per tant, havia de col·laborar a la festa.
Anys després Joan Pardinilla va ser alliberat gràcies al suport de tot el poble, que va signar un manifest de recolzament. A partir d'aquell moment la recuperació cultural impulsada pel matrimoni va iniciar una nova etapa. Van tornar a fundar la biblioteca escolar, sota la direcció de la Maria Guiu, que més tard passaria a ser municipal.
L'embrió de l'Esbart Cadí és a l'Escola Sant Jordi de Barcelona on la mestra Maria Guiu comença a ensenyar danses i balls populars i infantils entre les lliçons de matemàtiques i geografia.
L'any 1953 l'Esbart Cadí ja tenia més de 50 ballets de repertori gràcies a la gran tasca de Maria Guiu i Joan Pardinilla que durant els primers anys van fer nombrosos viatges a Barcelona per aprendre nous ballets i noves coreografies de la mà del mestre Joan Comas i Vicens, fundador de l'Agrupació de Ballets de Catalunya. També van visitar cases de pagès i persones grans per consultar-los sobre els costums, cançons i balls antics i prenien nota de les tonades i els puntejos dels balls. Aquest va ser un important treball de documentació prèvia realitzat principalment per la Maria Guiu, que recollia de forma sistemàtica les músiques antigues i feia puntejar als més vells les danses gairebé oblidades, i es contrastaven entre diferents testimonis. D'aquesta manera van recuperar velles coreografies i vestuaris sense caure en l'invent: el Ball Cerdà de Bagà, la Bolangera, el Contrapàs o el Ball de rentadores, entre d'altres, tots originals de la vila i incorporats al catàleg de ballets de Catalunya.

## El Reconeixement i els darrers anys de vida
La gran tasca cultural realitzada per Maria Guiu i el seu marit va tenir el seu reconeixement l'any 1964 quan van ser nomenats fils adoptius de Bagà. Anys després Maria Guiu deixà d'impartir classes, això era a principis dels anys 70, forçada per la delicada salut de Joan Pardinilla, a qui necessitava dedicar més atenció.
Amb la mort del seu marit l'any 1976 Maria Guiu continuaria la seva tasca al capdavant de la biblioteca, on rebia l'estima de la població i sempre estava disposada a donar consell i ajuda a estudiants i famílies, com també a col·laborar en actes culturals o de caràcter popular.
Pel que fa a l'esbart Maria Guiu ja va passar el relleu als més veterans perquè en portessin la direcció, tot i que ella continuaria supervisant assajos i dirigint la cobla en els recitals. L'any 1987, ja molt malalta, va voler assistir a la Festa de l'arròs de Bagà, dia en què es balla el Ball Cerdà. Va aguantar dreta per poder observar bé els dansaires, amb el seu caràcter fort i valent, però seria l'últim recital que veuria, ja que a l'agost del mateix any, per la Festa Major, ja no sortia de casa del seu fill, perquè el seu estat havia empitjorat.
Mari Guiu va morir el 25 de novembre de 1987, després de tota una vida dedicada a l'ensenyament i la cultura, i al seu poble adoptiu: Bagà.